# Greisiger Irma
Greisiger Irma (Szepesbéla, 1882. január 16. – Gyöngyös, 1947. június 29.) botanikus, Győrffy István botanikus felesége.

## Életrajza
Szülei Greisiger Mihály (1851–1912) természettudós, orvos, lepidopterológus, ornitológus és Lersch Helén voltak.
1882. január 16-án született Szepesbélán. A kolozsvári egyetem első matematika-természetrajz szakos női hallgatója volt. 1904-ben szerzett tanári diplomát. Férje Győrffy István (1880–1959) botanikus, fiuk Győrffy Barna szintén botanikus, növénygenetikus lett. Házassága után férjét briológiai (mohászati) munkájában segítette, saját kutatásokat is végzett a Magas-Tátra virágos növényeiről.

## Főbb művei
- Euphrasia tanulmányok (Acta Biologica, Szeged, 1937 és 1939.